# Ніелл Куїнн
Ніелл Куїнн (англ. Niall Quinn, нар. 6 жовтня 1966, Дублін) — ірландський футболіст, нападник. По завершенні ігрової кар'єри — футбольний тренер.
Як гравець насамперед відомий виступами за клуби «Арсенал», «Манчестер Сіті» та «Сандерленд», а також національну збірну Ірландії.
Чемпіон Англії. Володар Кубка англійської ліги.

## Клубна кар'єра
У дорослому футболі дебютував 1983 року виступами за команду клубу «Арсенал», в якій провів сім сезонів, взявши участь у 67 матчах чемпіонату.
Своєю грою за цю команду привернув увагу представників тренерського штабу клубу «Манчестер Сіті», до складу якого приєднався 1990 року. Відіграв за команду з Манчестера наступні шість сезонів своєї ігрової кар'єри. Більшість часу, проведеного у складі «Манчестер Сіті», був основним гравцем атакувальної ланки команди.
1996 року перейшов до клубу «Сандерленд», за який відіграв 6 сезонів. Граючи у складі «Сандерленда» також здебільшого виходив на поле в основному складі команди. Завершив професійну кар'єру футболіста виступами за команду «Сандерленд» у 2002 році.

## Виступи за збірну
1986 року дебютував в офіційних матчах у складі національної збірної Ірландії. Протягом кар'єри у національній команді, яка тривала 17 років, провів у формі головної команди країни 92 матчі, забивши 21 гол.
У складі збірної був учасником чемпіонату Європи 1988 року у ФРН, чемпіонату світу 1990 року в Італії, чемпіонату світу 2002 року в Японії і Південній Кореї.

## Кар'єра тренера
Розпочав тренерську кар'єру, повернувшись до футболу після невеликої перерви, 2006 року, очоливши тренерський штаб клубу «Сандерленд». Наразі досвід тренерської роботи обмежується цим клубом.

## Титули і досягнення
- Чемпіон Англії (1):

«Арсенал»: 1988–89
- Володар Кубка англійської ліги (1):

«Арсенал»: 1986–87